# Jamaikanische Badmintonmeisterschaft 1957
Die Jamaikanische Badmintonmeisterschaft 1957 fand in Kingston statt. Es war die zehnte Austragung der nationalen Titelkämpfe im Badminton von Jamaika.

## Finalergebnisse
| Disziplin    | Sieger                          | Finalist                        | Ergebnis          |
| ------------ | ------------------------------- | ------------------------------- | ----------------- |
| Herreneinzel | Brendan Clear                   | Eddie Ziadie                    | 15–12, 15–8       |
| Dameneinzel  | Judy Devlin                     | Susan Devlin                    | 11–4, 11–1        |
| Herrendoppel | Danny DaCosta Gilbert Alexander | Ian Veira Ron Williams          | 7–15, 15–11, 15–8 |
| Damendoppel  | Judy Devlin W. H. Murray White  | Susan Devlin Hope Valentine     | 15–4, 15–7        |
| Mixed        | Allan Feres Judy Devlin         | W. H. Murray White Susan Devlin | 15–9, 15–10       |